# Przejścia graniczne Polski
Przejścia graniczne Polski – położone na granicy państwowej punkty ruchu osobowego i towarowego między Polską a sąsiadującymi państwami, oraz morskie i lotnicze przejścia graniczne, którymi odbywa się ruch między Polską a zagranicą.
Przejścia dzielą się na międzypaństwowe (przeznaczone do ruchu obywateli państw graniczących) i międzynarodowe (przeznaczone dla ruchu obywateli dowolnych państw świata). Ponadto dzielą się na osobowe, osobowo-towarowe i towarowe, na stałe i sezonowe (turystyczne) oraz na drogowe (piesze, rowerowo-piesze, samochodowo-piesze i samochodowe), kolejowe, wodne (śródlądowe bądź morskie) i lotnicze. Przejściami drogowymi, kolejowymi, morskimi,  wodnymi śródlądowymi i lotniczymi zarządzają wojewodowie. Na przejściach granicznych usytuowane są punkty kontroli Straży Granicznej, Służby Celnej, a także Inspekcja Weterynaryjna, Państwowa Inspekcja Sanitarna, Państwowa Inspekcja Ochrony Roślin i Nasiennictwa oraz Inspekcja Jakości Handlowej Artykułów Rolno-Spożywczych.
Przejścia graniczne na granicy z Rosją (obwód królewiecki), Białorusią i Ukrainą są zarazem przejściami na zewnętrznej granicy Unii Europejskiej, gdzie wdrażane jest acquis communautaire Układu z Schengen.
W związku z przystąpieniem Polski do Strefy Schengen, z dniem 21 grudnia 2007 zlikwidowano przejścia graniczne na granicy z Niemcami, Czechami, Słowacją i Litwą. Utrzymywana jest wyłącznie infrastruktura niezbędna do sprawnego przywrócenia kontroli granicznej w szczególnych przypadkach, jednak formalnie nie są to już przejścia graniczne. Na granicach tych mogą być ustanawiane, zgodnie z kodeksem granicznym Schengen, tymczasowe przejścia graniczne w związku z zaistnieniem określonych sytuacji – przykładowo w okresie od 8 listopada do 23 listopada 2013 roku przywrócono kontrolę graniczną i ustanowiono 126 przejść granicznych na granicy z Czechami, 43 z Niemcami, 11 z Litwą i 58 ze Słowacją.
Zgodnie ze stanem na 1 stycznia 2009 w Polsce istnieje 16 przejść drogowych, 14 kolejowych, 1 rzeczne, 18 morskich i 20 lotniczych.

## Polska-Ukraina

### Drogowe
- Dorohusk-Jagodzin (osobowe i towarowe)
- Hrebenne-Rawa Ruska (osobowe i towarowe)
- Budomierz-Hruszów (osobowe i towarowe) samochody osobowe, samochody ciężarowe o ładowności do 3,5 tony, autobusy
- Korczowa-Krakowiec (osobowe i towarowe)
- Krościenko-Smolnica (osobowe i towarowe) – motocykle, samochody osobowe, pojazdy o masie całkowitej do 7,5 tony
- Medyka-Szeginie (osobowe i towarowe) – piesi, rowerzyści, motocykle, samochody osobowe, samochody ciężarowe, autobusy
- Zosin-Uściług (osobowe)
- Dołhobyczów-Uhrynów (osobowe)
- Malhowice-Niżankowice (osobowe)[4]

### Kolejowe
- Dorohusk-Jagodzin (osobowe i towarowe)
- Hrebenne-Rawa Ruska (osobowe)
- Hrubieszów-Włodzimierz Wołyński (osobowe i towarowe)
- Krościenko-Chyrów (osobowe)
- Przemyśl-Mościska (osobowe i towarowe)
- Werchrata-Rawa Ruska (towarowe)

### Planowane
- Bystre-Mszaniec (termin rozpoczęcia nieustalony)
- Smolnik-Boberka (termin rozpoczęcia nieustalony)
- Budynin-Bełz (termin rozpoczęcia nieustalony)
- Kryłów-Krecziw (termin rozpoczęcia nieustalony)
- Wołosate-Łubnia (termin rozpoczęcia nieustalony)
- Zbereże-Adamczuki (termin rozpoczęcia nieustalony)

## Polska-Białoruś

### Drogowe
- Białowieża-Piererow (osobowe czynne w ciągu dnia) – piesi, rowerzyści
- Bobrowniki-Brzostowica (osobowe i towarowe)
- Kukuryki-Kozłowicze (towarowe)
- Kuźnica-Bruzgi (osobowe i towarowe) – piesi, samochody osobowe, samochody ciężarowe
- Połowce-Pieszczatka (osobowe, wyłącznie dla obywateli Polski i Białorusi) – samochody osobowe, piesi (od roku 2015)
- Sławatycze-Domaczewo (osobowe i towarowe pojazdami o masie całkowitej do 3,5t)
- Terespol-Brześć (osobowe i towarowe, pojazdami o masie całkowitej do 3,5t)

### Kolejowe
- Czeremcha-Wysokolitowsk (osobowe i towarowe)
- Kuźnica-Grodno (osobowe i towarowe)
- Siemianówka-Swisłocz (towarowe)
- Terespol-Brześć (osobowe i towarowe)
- Zubki-Bierestowica (towarowe)

### Rzeczne
- Rudawka-Lesnaja (turystyczne – kajakowe, od 1.05 do 1.10 w godz. 7.00–19.00)

### Planowane
- Lipszczany-Zofiowo (drogowe, planowane)
- Chworościany-Dubnica (drogowe, planowane)
- Włodawa-Tomaszówka (drogowe, planowane)

## Polska-Rosja

### Drogowe
- Bezledy-Bagrationowsk (osobowe i towarowe)
- Gołdap-Gusiew (osobowe i towarowe dla pojazdów o masie do 7,5 t)
- Gronowo-Mamonowo (osobowe dla obywateli wszystkich państw i towarowe dla obywateli Polski i Rosji dla pojazdów o masie do 6t)
- Grzechotki-Mamonowo (osobowe i towarowe)

### Kolejowe
- Braniewo-Mamonowo (osobowe i towarowe)
- Głomno-Bagrationowsk (towarowe)
- Skandawa-Żeleznodorożnyj (towarowe)

### Planowane
- Michałkowo-Żeleznodorożnyj
- Perły-Kryłowo
- Piaski-Bałtyjsk
- Rapa-Oziorsk

## Morskie przejścia graniczne
- Świnoujście (osobowe i towarowe)
- Trzebież (osobowe i towarowe)
- Nowe Warpno (osobowe)
- Nowy Świat (osobowe i towarowe)

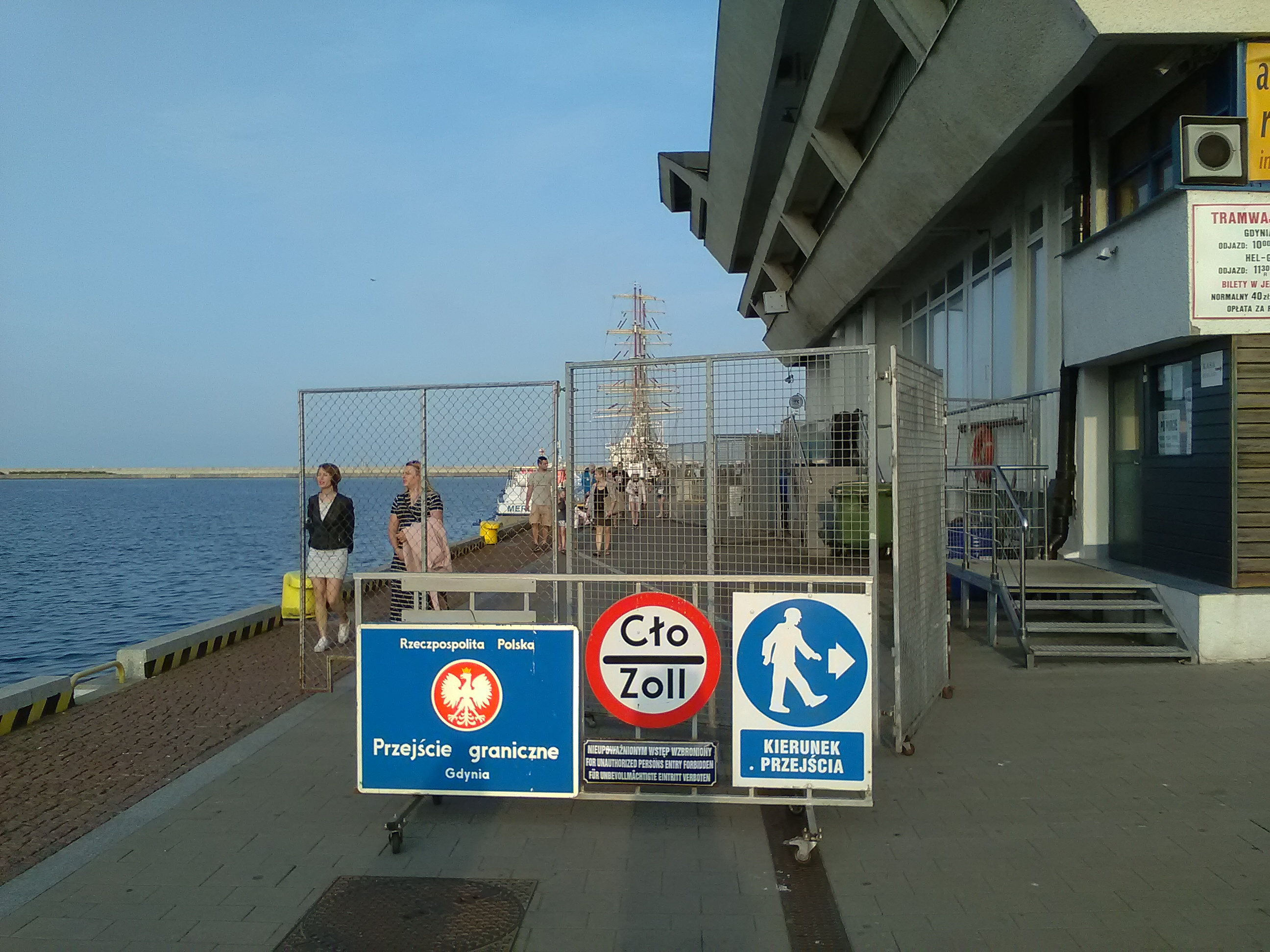
Przejście graniczne w Gdyni.

- Szczecin-Port (osobowe i towarowe)
- Dziwnów (osobowe tylko dla pływań sportowych i towarowe tylko dla rybołówstwa polskiego)
- Mrzeżyno (towarowe tylko dla rybołówstwa polskiego)
- Kołobrzeg (osobowe i towarowe)
- Darłowo (osobowe i towarowe)
- Ustka (osobowe i towarowe)
- Łeba (osobowe tylko dla pływań sportowych i towarowe tylko dla rybołówstwa polskiego)
- Władysławowo (osobowe i towarowe)
- Jastarnia (osobowe tylko dla pływań sportowych i towarowe tylko dla rybołówstwa polskiego)
- Hel (osobowe i towarowe)
- Gdynia (osobowe i towarowe)
- Gdańsk-Port (osobowe i towarowe)
- Gdańsk-Górki Zachodnie (osobowe tylko dla pływań sportowych i towarowe tylko dla rybołówstwa polskiego)
- Elbląg (osobowe i towarowe)
- Frombork (osobowe i towarowe)

## Lotnicze przejścia graniczne
Osobowe i towarowe:
- Bydgoszcz-Szwederowo
- Gdańsk-Rębiechowo
- Katowice-Pyrzowice
- Kielce-Masłów
- Kraków-Balice
- Łódź-Lublinek
- Poznań-Ławica
- Rzeszów-Jasionka
- Szczecin-Goleniów
- Warszawa-Okęcie
- Wrocław-Strachowice
- Zielona Góra-Babimost
- Port lotniczy Lublin

Tylko osobowe:
- Biała Podlaska (osobowe)
- Jelenia Góra (osobowe)
- Lubin (osobowe)
- Mielec (osobowe)
- Szymany k. Szczytna (osobowe)
- Świdnik (osobowe)
- Warszawa-Modlin (osobowe)
- Radom-Sadków (osobowe)
- Warszawa-Babice (osobowe)
- Zielona Góra-Przylep (osobowe)[5]